# Victor Vasarely
Victor Vasarely (n. 9 aprilie 1906, Pécs, Ungaria – d. 15 martie 1997, Paris, Île-de-France, Franța) a fost un pictor și designer francez de origine maghiară.